# Radkovîțea, Horodok
Radkovîțea (în ucraineană Радковиця) este localitatea de reședință a comunei Radkovîțea din raionul Horodok, regiunea Hmelnîțkîi, Ucraina.

## Demografie
Componența lingvistică a localității Radkovîțea
     Ucraineană (99,37%)
     Alte limbi (0,63%)
Conform recensământului din 2001, majoritatea populației localității Radkovîțea era vorbitoare de ucraineană (99,37%), existând în minoritate și vorbitori de alte limbi.